# Lana Morris
Pour les articles homonymes, voir Morris.
Lana Morris, née le 11 mars 1930 à Ruislip (Royaume-Uni) et morte le 28 mai 1998 à Windsor (Royaume-Uni), est une actrice anglaise.

## Filmographie
- 1948 : It's Hard to Be Good (en) de Jeffrey Dell : Daphne
- 1948 : Spring in Park Lane (en) de Herbert Wilcox : Rosie
- 1948 : The Weaker Sex (en) de Roy Ward Baker : Lolly Dacre
- 1949 : Trottie True de Brian Desmond Hurst : Bouncie Barrington
- 1949 : The Chiltern Hundreds (en) de John Paddy Carstairs : Bessie Sykes
- 1950 : Morning Departure de Roy Ward Baker : Rose Snipe
- 1950 : Guilt Is My Shadow (en) de Roy Kellino : Betty
- 1950 : Trio de Ken Annakin et Harold French : Gladys (dans le segment The Verger)
- 1950 : La Femme en question (The Woman in Question) d'Anthony Asquith : Lana
- 1951 : L'Inconnue des cinq cités (A Tale of Five Cities) : Delia Morel Romanoff
- 1951 : The Reluctant Widow (en) de Bernard Knowles : Becky
- 1952 : The Good Beginning (en) de Gilbert Gunn : Evie Watson
- 1952 : The Straw Man : Ruth Hunter
- 1953 : Les Bérets rouges (The Red Beret) de Terence Young : Pinky
- 1953 : Le Roi de la pagaille (Trouble in Store) de Norman Wisdom : Sally Wilson
- 1954 : Thought to Kill : Ruby
- 1954 : Radio Cab Murder (en) de Vernon Sewell : Myra
- 1954 : Black 13 (en) de Ken Hughes : Marion
- 1955 : Man of the Moment de John Paddy Carstairs : Penny
- 1956 : Summer Bay : Mary Knowles
- 1957 : The Royalty (série télévisée) : Maisie
- 1958 : Passeport pour la honte (Passport to Shame) de Alvin Rakoff : Girl
- 1958 : Moment of Indiscretion : Janet Miller
- 1958 : Solo for Canary (série télévisée) : Ruth Maddern
- 1959 : Calling All Lovers Eva
- 1959 : October Moth : Molly
- 1959 : No Trees in the Street de J. Lee Thompson : Marje
- 1959 : The Naked Lady (série télévisée) : Sylvia Craig de Terence Young
- 1959 : Jet Storm : Jane Tracer
- 1960 : The Critical Point (téléfilm) : Margot Gage
- 1960 : No Wreath for the General (série télévisée) : Isobel Gilmour
- 1962 : The Six Proud Walkers (série télévisée) : Polly Arden
- 1963 : No Cloak - No Dagger (série télévisée) : Emma Cresswell
- 1963 : Le Saint (série télévisée) : Thérésa (saison 2 épisode 4): Teresa Alvarez
- 1964 : The Old Wives' Table (téléfilm) : Sophia Baines
- 1967 : La Dynastie des Forsyte ("The Forsyte Saga") (feuilleton TV) : Helene Forsyte
- 1969 : I Start Counting (en) : Leonie